# Río Lucus

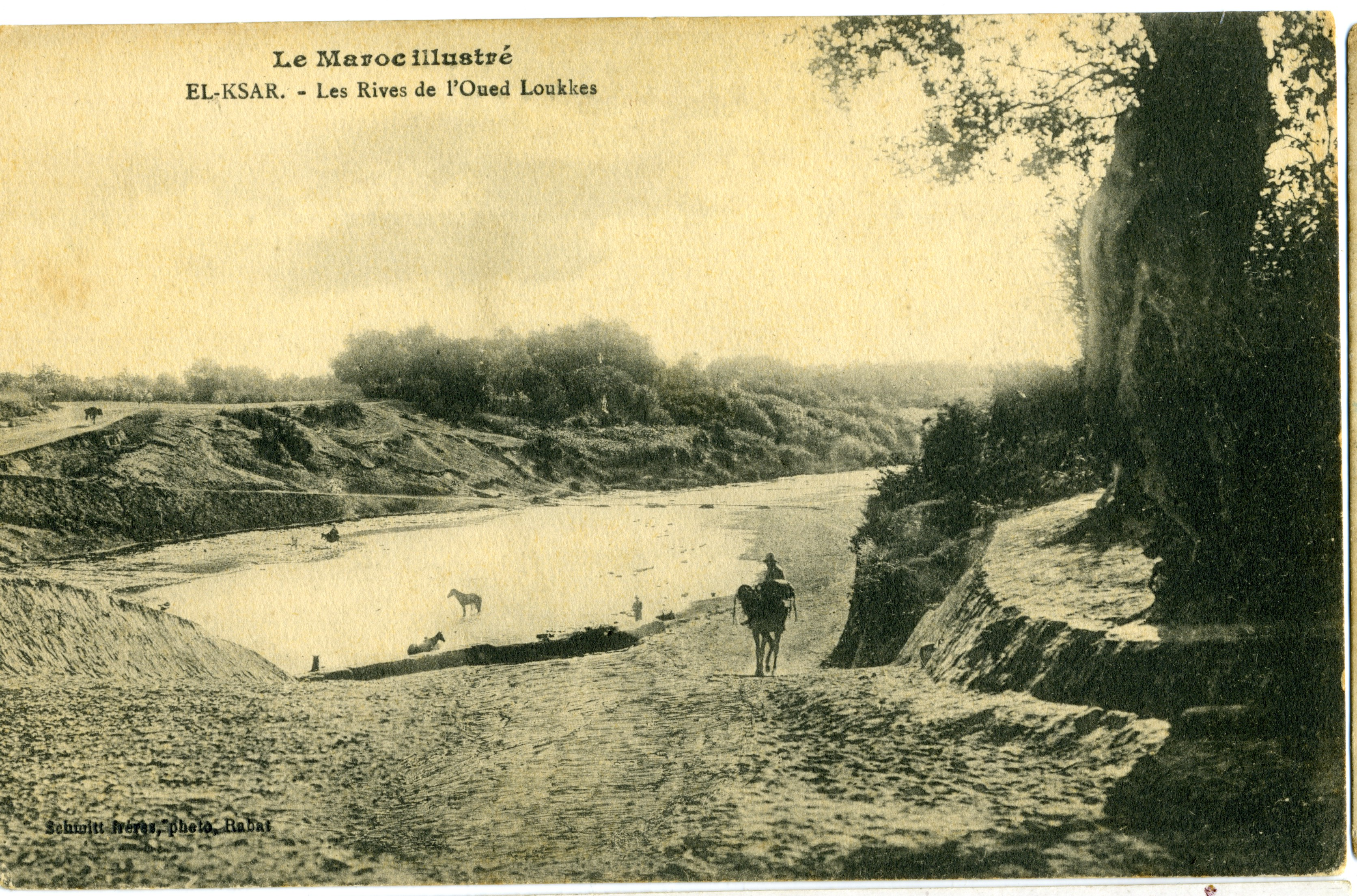
Vista del río Lucus a su paso por Alcazarquivir.

El río Lucus o Luco (en árabe, واد لوكوس Wād Lūkūs; en latín, Lucus; del griego  Λύκος Loukkos) tiene una longitud aproximada de 100 km, nace en el Rif (Marruecos) y transcurre por la llanura del Algarbe marroquí y desemboca en el océano Atlántico, en Larache. En su desembocadura forma extensos meandros donde se mezclan las aguas dulces y saladas, donde todavía hoy se pescan anguilas y angulas. También se explotan salinas, obteniéndose la sal por evaporación.
El río puede provocar grandes inundaciones en época de crecidas.
En 1775 aparece en la cartografía de Tomás López y Vargas con la denominación de «Río Lucos».